# Ford E-Series
La Ford E-Series est une gamme de véhicules utilitaires du constructeur américain Ford.
Ils sont produits depuis 1961 à travers 4 générations et distribués principalement sur le marché nord-américain.

## Première génération (1961-1967)
Ford a lancé la première génération de Ford Econoline le 21 septembre 1960 pour l'année modèle 1961. Débutant le développement en 1957, la gamme de modèles a remplacé le Ford F-Series fourgon à panneaux (le plus petit Ford Courier berline de livraison). Trois modèles étaient disponibles, une fourgonnette pour cargaison, une fourgonnette pour passagers (également vendue sous les noms Station Bus et Club Wagon) et une camionnette à cabine avancée.
En concurrence directe avec les fourgonnette Chevrolet et Volkswagen Transporter à moteur arrière, le Ford Econoline a établi plusieurs précédents de conception adoptés par les fourgonnettes américaines successives, dont le Chevrolet Van et le Dodge A100. Tout en étant également un véhicule à cabine avancée, Ford a introduit une configuration à moteur central. Pour améliorer l'accès au chargement en créant un plancher de chargement plat et en agrandissant les portes arrière, le moteur a été placé entre les sièges avant.

### Châssis
Le Ford Econoline de première génération était basé sur la gamme de la voiture compacte Ford Falcon. Pour accueillir son empattement de 90 pouces (le plus court pour une Ford depuis 1908), l'Econoline a adopté une configuration à moteur central, plaçant le moteur derrière l'essieu avant ; par conséquent, la disposition excluait l'utilisation d'un moteur V8.
L'Econoline était initialement propulsé par le six cylindres en ligne de 85 ch (63 kW) de 144 pouces cubes (le moteur standard de la Falcon); un six cylindres en ligne de 101 ch (75 kW) de 170 pouces cubes a été introduit en option. Pour 1965, le moteur six cylindres 170 est devenu standard, avec un moteur six cylindres de 240 pouces cubes introduit en option. Une boîte manuelle à trois vitesses était standard, avec une boîte manuelle Dagenham à quatre vitesses introduite pour 1963 et abandonnée en 1964; le moteur de 170 pouces cubes était proposé avec une boîte automatique à 3 vitesses en 1964, et les deux plus gros moteurs étaient tous deux proposés avec une boîte automatique à 3 vitesses en option par la suite.
Contrairement à la Falcon, l'Econoline était équipé d' essieux avant et arrière rigides avec des ressorts à lames pour les quatre roues.

### Carrosserie
Dans la conception de sa carrosserie, le Ford Econoline a adapté plusieurs éléments du Volkswagen Type 2 tout en faisant des changements majeurs avec d'autres caractéristiques de conception pour s'adapter à la disposition du moteur central. Dans la lignée du Volkswagen, les sièges avant de l'Econoline était positionné au-dessus de l'essieu avant, ce qui en fait une configuration de style cabine sur moteur (similaire au Jeep Forward Control). La calandre placée sous les phares était une caractéristique de conception vaguement empruntée au Ford Thames 400E (un prédécesseur du Ford Transit).
Le placement du moteur central a agrandi la zone de chargement, car le compartiment moteur était situé devant le plancher de chargement plat. Alors que Volkswagen commercialiserait aux États-Unis des fourgons à moteur arrière jusqu'en 1991, Chevrolet/GMC et Dodge ont tous deux adopté le design de l'Econoline, introduisant des fourgons à moteur central pour l'année modèle 1964.
Durant sa production, le Ford Econoline de première génération était proposé en plusieurs variantes. Parallèlement à la fourgonnette standard à 6 portes, une version à 8 portes (ajout de 2 portes côté conducteur) a été ajoutée pour 1963. Pour 1964, une fourgonnette à panneaux a été introduite, supprimant complètement les portes de chargement latérales. Pour 1965, une carrosserie allongée, appelée "Super Van", a été introduite, prolongeant la carrosserie de 18 pouces derrière l'essieu arrière. Les Econoline fourgons utilitaires (sauf les fourgons à panneaux) étaient proposés avec ou sans vitres latérales dans plusieurs configurations.

### Variantes
Aux côtés de la Ford Falcon, le Ford Econoline a été élargi à une gamme de produits comprenant plusieurs véhicules. Au Canada, l'Econoline était commercialisé par les réseaux de vente de Ford et Lincoln-Mercury (en tant que Mercury), pour accroître sa présence en dehors des zones urbaines.

#### Fourgon pour passagers
Introduit aux côtés de la fourgonnette en 1961, Ford a introduit deux variantes pour passagers de l'Econoline (badgées dans le cadre de la gamme Falcon). Aux côtés du Station Bus (badgé à la fois en tant que Falcon et Econoline), Ford commercialisait le Club Wagon. Alors que le Station Bus était en grande partie destiné à un usage commercial/de flottes, le Club Wagon a été commercialisé en tant qu'alternative aux breaks. La configuration à cinq places était standard, avec une configuration à huit places offerte en option.

#### Pick-up
Introduit en tant que carrosserie pour 1961, le Ford Econoline pick-up était une carrosserie dérivée de la fourgonnette. De configuration similaire au Chevrolet Corvair pick-up, la benne de l'Econoline pick-up n'a vu aucune intrusion du moteur liée au compartiment moteur. Bien que beaucoup plus court que le F-100 à poids nominal brut du véhicule similaire, l'Econoline pick-up a été conçu avec une benne de 7 pieds de long (taille entre les deux offres du F-Series). Deux versions de la cabine étaient proposées, une cabine standard à «3 fenêtres» et une de «5 fenêtres» en option, qui ajoutait des fenêtres enveloppantes aux coins de la cabine.
En 1965, l'introduction du moteur de 240 pouces cubes a nécessité un compartiment moteur plus grand, s'immisçant légèrement dans la surface de chargement (pour fournir un dégagement pour la cloche de transmission). La même année, une finition "Spring Special" est proposé en option.
Au moment de son lancement, Ford prévoyait que l'Econoline pick-up se vendrait mieux que la camionnette, mais les acheteurs ont inversé la tendance, la camionnette se vendant mieux que le pick-up de neuf contre un. La carrosserie a mis fin à la production après l'année modèle 1967, restant unique à la première génération.

#### Mercury Econoline
L'Econoline de première génération était vendu par Ford Canada par Ford et Lincoln-Mercury. Lors de la présentation de ses offres de fourgons sous la marque Mercury, Ford Canada a maximisé sa présence dans les zones rurales desservies soit par Ford ou soit par Lincoln-Mercury (mais pas les deux). Comme pour les pick-ups Mercury M-Series, le Mercury Econoline était en grande partie identique à son homonyme de Ford (différant principalement par le badge); le modèle était commercialisé au Canada en tant que fourgonnette pour cargaison, fourgonnette pour passagers et pick-up.
En 1961, Ford Canada a commencé à produire des Econoline de marque Mercury à Oakville Assembly en Ontario; plus tard cette année-là, le Mercury Econoline pick-up a été transféré à Lorain Assembly dans l'Ohio. Pour 1962, la production de toute la gamme de modèles est revenue à Oakville. Après 1965, la production de la gamme de modèles provenait des États-Unis.
Les chiffres de production du Mercury Econoline étaient faibles; par exemple, un total de 1 291 Mercury Econoline pick-up ont été construits en 1965. Après l'année modèle 1968, Ford Canada a mis fin à la vente de fourgonnettes de marque Mercury, laissant le Mercury Econoline comme étant la dernière fourgonnette de marque Mercury jusqu'au monospace Mercury Villager de 1993.

## Deuxième génération (1968-1974)
À la suite d'une longue grève des Travailleurs unis de l'automobile en 1967, le lancement de la fourgonnette Econoline de deuxième génération a été retardé de près de quatre mois jusqu'en janvier 1968. Au lieu de l'appeler un modèle de 1968 ou de 1968,5, Ford a décidé de l'appeler un modèle de 1969. Abandonnant ses racines de Falcon, l'Econoline de deuxième génération est devenue un véhicule plus résistant, partageant bon nombre de ses fondements avec les pick-ups full-size F-Series.

### Châssis
Alors que la construction monocoque de la fourgonnette de génération précédente a été reprise, un changement majeur a été apporté à la disposition générale de la carrosserie et du châssis de l'Econoline. Pour construire un châssis plus résistant, la disposition de cabine avancée avec moteur central a été abandonnée au profit d'une disposition de moteur avant avec l'essieu placé devant; cela a également permis l'utilisation de la suspension avant «Twin I-Beam» utilisée dans les pick-ups F-Series. La refonte de la configuration a entraîné une croissance importante; l'empattement a été augmenté de 15 pouces (381,0 mm); tandis que le modèle à empattement long, plus long de 18 pouces (457,2 mm), est devenu le plus grand fourgon full-size offert en Amérique du Nord à l'époque.
Comme ils étaient devenus des options dans les fourgonnettes de Dodge et Chevrolet/GMC, Ford a introduit une option de moteur V8 dans la gamme des groupes motopropulseurs.

### Carrosserie
Avec le changement de configuration du châssis et des essieux, l'Econoline a obtenu un capot conventionnel pour l'accès au moteur (bien que la plupart des accès au moteur se fassent depuis l'intérieur). Pour faciliter la ventilation du compartiment moteur, le modèle a reçu une calandre conventionnelle, de style similaire à celle du F-Series.
En 1971, la calandre a été redessinée pour correspondre au F-Series mis à jour. En 1972, une porte arrière coulissante est devenue une option; introduit sur un châssis de fourgon coupé était le fourgon Hi-Cube, une version à châssis-cabine de l'Econoline avec une carrosserie de fourgon. L'introduction de la variante châssis-cabine deviendrait populaire dans l'industrie des véhicules récréatifs (un VR de classe C), un segment encore dominé par l'E-Series dans les années 2010.

### Intérieur
À l'intérieur de l'Econoline, le déplacement de l'emplacement du moteur a déplacé le carter du moteur depuis entre les sièges vers devant le conducteur et le passager avant, sous le pare-brise. Alors que l'Econoline fourgonnette pour cargaison est restée, elle a été rejointe par un Econoline fourgonnette pour passagers (remplaçant le Falcon fourgon). Pour attirer plus d'acheteurs vers les fourgonnettes, Ford a introduit deux nouvelles versions de la fourgonnette, le Ford Club Wagon et le Ford Club Wagon Chateau. Basé sur la version à empattement long, le Chateau avait la climatisation, un tissu de style pied-de-poule sur tous les sièges, un système audio AM/FM et l'option de 12 places assises.

## Troisième génération (1975-1991)
Pour 1975, l'Econoline/Club Wagon a fait l'objet d'une refonte complète. Basé sur un tout nouveau châssis, Ford est devenu le premier constructeur américain à adapter la construction carrosserie sur châssis à une fourgonnette full-size.
L'Econoline de nouvelle génération deviendrait courant non seulement à part entière, mais comme base pour d'autres véhicules. Avec un cadre complet, l'Econoline est devenu populaire en tant que châssis de fourgon en coupe; la conception a servi de base à de nombreuses ambulances et à divers types de camions et d'autobus. La transmission, partagée avec le F-Series, a marqué le début des conversions à quatre roues motrices par le marché secondaire. Au cours des années 1970, l'Econoline est devenu populaire comme base pour les conversions en fourgonnettes. En utilisant comme base la fourgonnette Econoline peu équipée, un intérieur luxueux était aménagé, ainsi qu'une personnalisation poussée de l'extérieur.

### Châssis
Pour augmenter la polyvalence de la gamme de la fourgonnette full-size, l'Econoline a été pour la première fois développé en utilisant une construction de carrosserie sur châssis. En plus d'augmenter la résistance du châssis, la configuration a permis plus de points communs avec les pick-ups F-Series. Comme auparavant, la suspension avant Twin I-Beam a été utilisée. Dans sa nouvelle configuration, le moteur a été avancé davantage et abaissé par rapport à la carrosserie. La camionnette a grandi en taille : la configuration à empattement court de 124 pouces (3 150 mm) était un demi-pouce plus longue que le châssis à empattement long précédent; le nouveau châssis à empattement long mesurait 138 pouces (3 510 mm), c'était le fourgon full-size à empattement le plus long vendu jusqu'en 1990. Après l'année modèle 1984, la fourgonnette Club Wagon à empattement de 124 pouces a été abandonnée et l'Econoline Cargo Van à empattement de 124 pouces a été abandonné après l'année modèle 1990, laissant l'empattement de 138 pouces comme seule option.
En 1982, pour augmenter l'économie de carburant de l'Econoline sans perte majeure de la puissance du moteur, Ford a introduit l'option d'un moteur diesel V8 IDI de 6,9 L produit par International Harvester; en 1988, cela a été élargi à 7,3 L. Les moteurs diesel V8 n'étaient disponibles que dans les Econoline 350 (ou Club Wagon vendus sur le même châssis). La version en coupe était disponible avec les plus gros moteurs essence V8 (5,8 ou 7,5 L) ou le moteur diesel V8.
En raison de la popularité des transmissions automatiques dans les camionnettes full-size, Ford a abandonné toutes les transmissions manuelles après l'année modèle 1989. La transmission à 3 vitesses avec levier de vitesses sur colonne a disparu après 1986, laissant la boîte manuelle à 4 vitesses avec surmultiplication et levier de vitesses au plancher en standard. La transmission à quatre vitesses a été remplacée par une transmission M5OD à 5 vitesses d'origine Mazda pour 1988.

### Carrosserie
Contrairement à ses prédécesseurs, Ford a conçu l'Econoline de 1975 avec une disposition "à deux cases". Semblable au Ford Transit de l'époque, la configuration déplaçait le moteur vers l'avant aussi loin que possible et plus bas dans le châssis que celui de son prédécesseur; bien que le capot soit presque deux fois plus long, le capot était beaucoup plus bas. Un degré plus élevé de similitude des pièces avec le F-Series s'est fait connaître dans la carrosserie : les fenêtres d'aération, les feux arrière, les pare-chocs et les roues étaient des éléments communs entre les deux véhicules.
Au cours de ses seize ans de production, l'extérieur de l'Econoline/Club Wagon resterait presque inchangé. En 1978, le Super Van/Super Wagon a été introduit; basé sur l'empattement de 138 pouces, il s'agissait d'une extension arrière de la carrosserie permettant un espace de chargement supplémentaire ou une rangée de sièges supplémentaire (jusqu'à 15 places). En 1979, un lifting mineur a mis à jour la conception de la calandre; les phares ronds ont été remplacés par des unités rectangulaires. En 1983, le logo Ovale Bleu de Ford a été ajouté à la calandre, remplaçant le lettrage «FORD» du capot.
Bien que le monospace Ford Aerostar de 1986 introduirait un style très différent de l'Econoline, le style de base de la fourgonnette full-size influencerait fortement le Ford Ranger (et sa progéniture SUV, le Ford Bronco II).

### Intérieur
À l'intérieur, la refonte du châssis a élargi l'espace intérieur, bien que l'arrière du moteur soit toujours resté entre les sièges avant; un capot moteur permettait toujours l'accès pour l'entretien. Partageant de nombreuses commandes avec le F-Series, le nouveau design a également amélioré l'ergonomie intérieure. En trois tailles de carrosserie, l'Econoline a été produit en tant que fourgonnette pour cargaison et fourgonnette pour passagers, cette dernière étant produite en trois niveaux de finition; base, Custom et Chateau. De plus, le Club Wagon était uniquement produit en tant que fourgonnette pour passagers. Après 1980, cela a été remplacé par la nomenclature du F-Series, XL et XLT. Dans la lignée du F-Series, l'Econoline/Club Wagon était vendu en variantes 100/150/250/350, l'Econoline 100 étant abandonnée en 1983 (les variantes du châssis Club Wagon n'étaient pas indiquées).
|             | Empattement de 124"                   | Empattement de 138" (fourgon standard) | Empattement de 138" (Super Van)       |
| ----------- | ------------------------------------- | -------------------------------------- | ------------------------------------- |
| Longueur    | 186,8 pouces (4 745 mm)               | 206,8 pouces (5 253 mm)                | 226,8 pouces (5 761 mm)               |
| Empattement | 124 pouces (3 149,6 mm)               | 138 pouces (3 502,2 mm)                | 138 pouces (3 502,2 mm)               |
| Hauteur     | 79,1-79,9 pouces (2 009,1-2 029,5 mm) | 79,2-84,4 pouces (2 011,7-2 143,8 mm)  | 80,9-84,8 pouces (2 054,9-2 153,9 mm) |
| Largeur     | 79,9 pouces (2 029 mm)                | 79,9 pouces (2 029 mm)                 | 79,9 pouces (2 029 mm)                |

## Quatrième génération (1992-)
Pour l'année modèle 1992, Ford a présenté la quatrième génération de l'Econoline/Club Wagon. Alors que le châssis de la troisième génération a été largement repris, la carrosserie et l'intérieur ont subi une refonte complète. Comme pour le plus petit Ford Aerostar, la gamme de modèles de quatrième génération se voyait proposer deux longueurs de carrosserie sur un empattement commun.
L'Econoline/Club Wagon de quatrième génération a subi plusieurs révisions au cours de sa production. En 1999, pour adopter une nomenclature plus proche de celle des pick-ups full-size de Ford, l'Econoline a été rebaptisé E-Series.
En juin 2014, la production d'E-Series fourgonnette pour passagers et fourgonnette pour cargaison a été interrompue alors que les ventes du Ford Transit ont commencé en Amérique du Nord. Depuis 2015, l'E-Series est uniquement resté en production pour les marchés commerciaux dans les configurations à cabine tronquée et à châssis dépouillé. Pour l'année modèle 2021, l'E-Series reçoit des mises à jour mécaniques et fonctionnelles pour améliorer les performances des équipements du marché secondaire; il reste uniquement en production en tant que véhicule utilitaire.

### Spécifications du châssis
L'E-Series (Econoline/Club Wagon) de quatrième génération partage la plate-forme VN de l'Econoline de troisième génération, introduite en 1975. Partageant de nombreux composants avec les pick-ups F-Series, l'E-Series a conservé la suspension avant «Twin I-Beam» utilisée en Amérique du Nord par les pick-ups Ford à propulsion arrière depuis les années 1960 jusqu'au début des années 1990. La suspension arrière était un essieu arrière direct avec des ressorts à lames arrière.
Pour l'année modèle 2008, le châssis a subi ses plus grandes révisions pour la quatrième génération. Dans un effort pour améliorer la maniabilité et la sécurité, des freins plus gros, une direction améliorée, un contrôle de la stabilité en cas de tonneau et un poids nominal brut du véhicule plus élevé ont été ajoutés. La disposition Twin I-beam a été conservée, ce qui en fait l'avant-dernier véhicule Ford à l'utiliser.

#### Groupe motopropulseur
Lors de son lancement en 1992, l'E-Series (Econoline/Club Wagon) de quatrième génération a repris la gamme de groupes motopropulseurs depuis la gamme de modèles de troisième génération (la partageant avec le F-Series de neuvième génération). Un six cylindres en ligne de 4,9 L était de série, avec un V8 de 5,0 L et un V8 de 5,8 L proposés en option. Sur les fourgonnettes 250 ou 350-Series, un V8 de 7,5 L et un moteur diesel V8 Navistar de 7,3 L étaient également en option; le moteur diesel est devenu turbocompressé en 1993. En 1994, le moteur diesel IDI a été remplacé par un moteur diesel V8 Powerstroke de Ford de 7,3 L (également fourni par Navistar).
En 1997, l'E-Series a subi une révision dans sa gamme de moteurs, ne conservant que le moteur diesel de 7,3 L. Partageant ses moteurs essence avec le F-Series de dixième génération, un V6 de 4,2 L a remplacé le 6 cylindres en ligne et un V10 de 6,8 L a remplacé le V8 de 7,5 L. Le V8 de 5,0 L et le V8 de 5,8 L ont été remplacés par des V8 de 4,6 L et 5,4 L, respectivement.
En 2003, le moteur diesel de 7,3 L a été remplacé par un moteur diesel de 6,0 L de Navistar. Tout en gagnant un refroidisseur intermédiaire par rapport à son prédécesseur, en raison du manque de circulation d'air dans le compartiment moteur (par rapport aux pick-ups Super Duty), Ford a dû désaccorder la version E-Series du V8 de 6,0 L. En 2004, le V8 de 4,6 L est devenu le moteur standard (c'est le premier fourgon full-size américain avec un moteur V8 standard)
Le Power Stroke de 6,0 L était proposé jusqu'en 2009 dans les fourgonnettes Ford Econoline (année modèle 2010), même si les pick-ups Ford Super Duty ont été mis à niveau vers la version de 6,4 L en 2007. Les moteurs diesels n'étaient plus proposés après l'année modèle 2010. En 2009, l'E-Series a acquis une capacité de carburant flexible avec des moteurs de 4,6 L et 5,4 L (leur permettant d'utiliser de l'E85).
En mai 2014, le dernier V8 de 4,6 L a été produit pour l'E-Series, le V8 de 5,4 L devenant le moteur standard pour 2015. En 2017, le V10 de 6,8 L a remplacé le V8 de 5,4 L en tant que moteur standard, avec un V8 de 6,2 L devenant un moteur en option; en plus de la capacité flex-fuel, les deux moteurs étaient proposés avec des options de conversion vers le GNC ou le GPL/propane. Pour sa révision de l'année modèle 2021, l'E-Series à cabine tronquée adopte le V8 de 7,3 L des pick-ups Super Duty de 2020 comme seule option de moteur.
| Moteur                                         | Configuration                                              | Production       | Type de carburant                                   | Transmission |
| ---------------------------------------------- | ---------------------------------------------------------- | ---------------- | --------------------------------------------------- | --- |
| Six cylindres Truck de Ford                    | Six cylindres en ligne OHV de 4,9 L (300 pouces cubes)     | 1992–1996        | Essence                                             | Automatique AOD à 4 vitesses Automatique E4OD à 4 vitesses Automatique 4R100 à 4 vitesses Automatique 5R110W (TorqShift) à 5 vitesses |
| V8 Windsor de Ford                             | V8 OHV de 4,9 L (302 pouces cubes)                         | 1992–1996        | Essence                                             | Automatique AOD à 4 vitesses Automatique E4OD à 4 vitesses Automatique 4R100 à 4 vitesses Automatique 5R110W (TorqShift) à 5 vitesses |
| V8 Windsor de Ford                             | V8 OHV de 5,8 L (351 pouces cubes)                         | 1992–1996        | Essence                                             | Automatique AOD à 4 vitesses Automatique E4OD à 4 vitesses Automatique 4R100 à 4 vitesses Automatique 5R110W (TorqShift) à 5 vitesses |
| V8 385 Family de Ford                          | V8 OHV de 7,5 L (460 pouces cubes)                         | 1992–1996        | Essence                                             | Automatique AOD à 4 vitesses Automatique E4OD à 4 vitesses Automatique 4R100 à 4 vitesses Automatique 5R110W (TorqShift) à 5 vitesses |
| V8 Navistar IDI de 7,3 L                       | V8 OHV diesel de 7,3 L (444 pouces cubes)                  | 1992             | Diesel                                              | Automatique AOD à 4 vitesses Automatique E4OD à 4 vitesses Automatique 4R100 à 4 vitesses Automatique 5R110W (TorqShift) à 5 vitesses |
| V8 Navistar IDI de 7,3 L                       | V8 OHV turbodiesel de 7,3 L (444 pouces cubes)             | 1993             | Diesel                                              | Automatique AOD à 4 vitesses Automatique E4OD à 4 vitesses Automatique 4R100 à 4 vitesses Automatique 5R110W (TorqShift) à 5 vitesses |
| V8 Navistar T444E (moteur PowerStroke de Ford) | V8 OHV turbodiesel de 7,3 L (444 pouces cubes)             | 1994–2003        | Diesel                                              | Automatique AOD à 4 vitesses Automatique E4OD à 4 vitesses Automatique 4R100 à 4 vitesses Automatique 5R110W (TorqShift) à 5 vitesses |
| V8 Navistar VT365 (moteur PowerStroke de Ford) | V8 OHV turbodiesel de 6,0 L (365 pouces cubes) à 4 barrils | 2004–2012        | Diesel                                              | Automatique AOD à 4 vitesses Automatique E4OD à 4 vitesses Automatique 4R100 à 4 vitesses Automatique 5R110W (TorqShift) à 5 vitesses |
| V6 Essex de Ford                               | V6 OHV de 4,2 L (256 pouces cubes)                         | 1997–2003        | Essence                                             | Automatique AOD à 4 vitesses Automatique E4OD à 4 vitesses Automatique 4R100 à 4 vitesses Automatique 5R110W (TorqShift) à 5 vitesses |
| V8 Triton de Ford                              | V8 SOHC de 4,6 L (281 pouces cubes) à 2 barrils            | 1997–2014        | Essence E85                                         | Automatique AOD à 4 vitesses Automatique E4OD à 4 vitesses Automatique 4R100 à 4 vitesses Automatique 5R110W (TorqShift) à 5 vitesses |
| V8 Triton de Ford                              | V8 SOHC de 5,4 L (330 pouces cubes) à 2 barrils            | 1997–2016        | Essence E85                                         | Automatique AOD à 4 vitesses Automatique E4OD à 4 vitesses Automatique 4R100 à 4 vitesses Automatique 5R110W (TorqShift) à 5 vitesses |
| V10 Triton de Ford                             | V10 SOHC de 6,8 L (413 pouces cubes) à 2 barrils           | 1997–2019        | Essence E85 Propane/GPL (en option) GNC (en option) | Automatique AOD à 4 vitesses Automatique E4OD à 4 vitesses Automatique 4R100 à 4 vitesses Automatique 5R110W (TorqShift) à 5 vitesses |
| V8 Boss de Ford                                | V8 SOHC de 6,2 L (379 pouces cubes) à 2 barrils            | 2017–2020        | Essence E85 Propane/GPL (en option) GNC (en option) | Automatique AOD à 4 vitesses Automatique E4OD à 4 vitesses Automatique 4R100 à 4 vitesses Automatique 5R110W (TorqShift) à 5 vitesses |
| V8 Godzilla de Ford                            | V8 OHV de 7,3 L (445 pouces cubes) à 2 barrils             | 2021-aujourd'hui | Essence GNC (Économie)                              | Automatique à 6 vitesses (TorqShift)                                                                                                  |

### Carrosserie
Au cours de sa production, l'E-Series de quatrième génération a subi des révisions mineures en 1997 et 2003, avec une révision majeure en 2008; pour 2021, la gamme de modèles a subi une mise à jour supplémentaire.
Conformément au F-Series, l'Econoline était vendu sous les noms 150, 250 et 350, dénotant des châssis de ½ tonne, de ¾ de tonne et de 1 tonne (le Club Wagon n'était pas désigné par la taille du châssis). La carrosserie était disponible en deux longueurs, la version allongée étant exclusive aux châssis des modèles 250 (3/4 de tonnes) et 350 (1 tonne) des fourgonnettes pour cargaison et des fourgonnettes pour passagers. La fourgonnette pour cargaison était vendue en tant que véhicule deux places, la fourgonnette pour passagers étant vendue dans diverses configurations, dont 5, 8, 9, 12 et 15 places.

### Finition
Au cours de sa production, la gamme de modèles de la quatrième génération a subi plusieurs changements de nom. Comme pour la génération précédente, l'Econoline était vendue à la fois en tant que fourgonnette pour cargaison et fourgonnette pour passagers (Econoline Wagon) tandis que le Ford Club Wagon était uniquement vendu en tant que fourgonnette pour passagers. En 1992, le niveau de finition de luxe Club Wagon Chateau, en sommeil depuis 1989, a fait un retour, insérer au-dessus de la finition XLT. Pour 1992, le Club Wagon Chateau a été élu Fourgon de l'année par Motor Trend.
Vers la fin des années 1990, Ford a progressivement commencé à éliminer l'utilisation des plaques signalétiques Econoline et Club Wagon. En 1999, la plaque signalétique Club Wagon a été abandonnée (en faveur d'Econoline Wagon). Après l'année modèle 2000, l'Econoline a été rebaptisé Ford E-Series aux États-Unis (réalisés par Ford Canada en 1995), conformément aux pick-ups Ford F-Series. Pour 2001, le Chateau a été abandonné, remplacé par l'E-150 Traveler; en raison de faibles ventes, il a été abandonné après une seule année modèle.
En 2011, pour commémorer la 50e année de production, Ford a offert un E-Series 50th Anniversary Edition. Offert sur les XLT Wagon, la finition optionnelle se distinguait par une peinture bleu métallisé, des dossiers de siège brodés et des insignes extérieurs.

### Historique du modèle

#### 1992-1996
Pour l'année modèle 1992, la carrosserie de l'Econoline a subi une refonte complète. Contrairement à ses concurrents de GM et Dodge, la configuration de carrosserie à deux cases a fait un retour. Pour optimiser l'aérodynamisme de la carrosserie du fourgon, le capot était légèrement incliné vers le bas et le pare-brise était incliné vers l'arrière (bien que beaucoup moins que sur l'Aerostar). Si spécifié, toutes les vitres latérales et arrière étaient encastrées dans la carrosserie, ainsi que les lentilles des feux arrière enveloppants; des phares composites encastrés étaient une option (de série sur tous les Club Wagon). En 1992, l'Econoline/Club Wagon est devenu le premier fourgon full-size produit avec un feu stop central.
Lors de la refonte de l'intérieur du E-Series, le compartiment conducteur a subi une modernisation en profondeur. Alors que l'espace entre les sièges avant était à nouveau dominé par le moteur monté à l'avant, une refonte du capot moteur a libéré un espace supplémentaire pour les passagers. Partageant ses commandes et ses composants avec le F-Series et l'Aerostar, la gamme de modèles est devenue la première fourgonnette full-size équipée d'un airbag standard côté conducteur (à l'exception des modèles 350, exemptés par leur poids nominal brut du véhicule). Le tableau de bord a reçu des instruments plus lisibles (mais pas de compte-tours); un compteur kilométrique LCD à 6 chiffres a remplacé l'ancienne unité analogique à 5 chiffres.
En 1994, le réfrigérant de climatisation R134a, sans CFC, a été adopté, commençant lors de la production de septembre 1993.
En 1995, les feux arrière ont été révisés, supprimant les clignotants ambre.

#### 1997-2002
En 1997, l'E-Series a subi une révision de son extérieur et de son intérieur, en grande partie pour aligner son apparence sur celle des autres fourgons de Ford. L'ancienne calandre de style caisse à œufs a été remplacée par une découpe ovale à huit trous (correspondant à celle de l'Explorer et du F-150).
L'intérieur a subi une refonte complète, adoptant un tout nouveau tableau de bord. À la suite de l'adoption des doubles airbags (sur toutes les versions), le volant de style "brique" a été remplacé par un volant avec un klaxon monté au centre. Pour améliorer la commodité des commandes intérieures, des commutateurs rotatifs ont été introduits pour les commandes de climatisation, ainsi qu'une radio double DIN. Le tableau de bord a été redessiné, réintroduisant un compteur kilométrique analogique. Les sièges avant ont été repensés, déplaçant la fixation de la ceinture de sécurité sur les montants B.

#### 2003-2007
En 2003, l'E-Series a subi une mise à jour extérieure, adoptant la calandre introduite par l'E-550 Super Duty de 2002 (voir ci-dessous). La nouvelle calandre a déplacé le logo Ovale Bleu de Ford depuis le capot vers le centre de la calandre (pour la première fois depuis 1991); sur la base des finitions, la calandre était soit gris foncé, soit chromée. Les verres des clignotants avant sont passés de l'incolore à l'ambre (leur premier changement depuis 1992).
Coïncidant avec la révision extérieure, l'intérieur a vu plusieurs mises à jour. Alors que le tableau de bord est essentiellement resté inchangé, le capot du moteur a été redessiné (y compris des porte-gobelets redessinés); la conception comprenait désormais une boîte à gants montée au centre (absente du E-Series depuis 1974). Pour 2004, le groupe d'instruments a été mis à jour avec un compteur kilométrique numérique; les fourgons lourds offraient désormais un compte-tours (en option).

#### Ford E-550 Super Duty
Pour 2002, Ford a présenté l'E-550 Super Duty en tant que version à poids nominal brut le plus élevé du E-Series. Uniquement offert dans une conception de cabine en coupe, l'E-550 a largement comblé l'écart entre les pick-ups F-450/550 Super Duty et les pick-ups F-650 de poids moyen dérivés.
Partageant un certain nombre de composants de châssis avec le F-550 Super Duty, l'E-550 se distinguait par une calandre inspirée des pick-ups Super Duty (avec trois fentes horizontales entre deux ouvertures verticales). Pour accueillir l'essieu avant plus large et plus résistant, la carrosserie de la fourgonnette était équipée d'un pare-chocs avant plus large et d'évasements d'ailes en plastique (partagés avec le pick-up F-550). Plusieurs empattements étaient proposés, allant de 159,5 pouces à 233,5 pouces; comme pour le Super Duty et l'E-350/450, l'E-550 était propulsé par un V10 de 6,8 L ou un V8 turbodiesel de 7,3 L.
Après l'année modèle 2003, Ford a mis fin à la production du E-550 Super Duty (l'E-450 reste actuellement en production).

#### 2008-2014
C'est un second restylage du Ford E de 1992. En 2008, l'E-Series a reçu un design avant redessiné, similaire à celui de la nouvelle gamme des pick-ups Ford Super Duty. Le design intérieur de l'ancien modèle du E-Series était encore utilisé pour l'année modèle 2008.
Pour l'année modèle 2009, Ford a introduit un nouveau design intérieur pour l'E-Series. Le tableau de bord était désormais plus grand et plus facile à lire, et il comprenait un centre de messages amélioré pouvant afficher des messages d'avertissement et d'autres informations utiles, et les panneaux de porte intérieurs avant ont été repensés avec un badge «E SERIES» en relief sur les panneaux. Les radios ont également été révisées, avec une prise d'entrée audio auxiliaire offerte en équipement standard sur toutes les radios pour la première fois. Le système de divertissement Ford Sync, conçu par Microsoft, et ajoutant l'intégration USB, les appels mains libres en Bluetooth et des capacités de streaming audio stéréo A2DP sans fil était désormais également proposé en option. Enfin, une radio avec système de navigation GPS à écran tactile était également proposée en option, et incluait la radio HD sur certains modèles. Certains aspects intérieurs, tels que les sièges, le panneau de commande CVC et le volant ont été repris de l'année modèle 2008.
À partir de l'année modèle 2011, le moteur V8 Power Stroke Turbodiesel de Ford de 6,0 L a été abandonné et l'E-Series n'était plus proposé avec un moteur diesel.
2014 était la dernière année modèle de l'E-Series fourgonnette pour cargaison et Wagon (fourgon pour passagers), car les deux modèles ont été remplacés par les tout nouveaux Ford Transit fourgons pour cargaison et Wagon (fourgon pour passagers) pour l'année modèle 2015. À cette époque, le moteur de base, le V8 Modular de Ford de 4,6 L, a également été abandonné, car l'E-Series est devenue le dernier produit Ford à utiliser ce moteur. En raison de sa popularité avec les conversions en véhicules récréatifs (VR) et en autobus, l'E-Series continue d'être offert en tant que modèle à cabine et châssis (châssis-cabine) ou en coupe dans les variantes E-350 et E-450 Super Duty.

#### 2015-2020
Pour l'année modèle 2015, Ford a interrompu la vente des E-Series fourgonnettes pour passagers et fourgonnette pour cargaison, les remplaçant par la quatrième génération de Ford Transit.
Alors que l'E-Series était resté le véhicule le plus vendu dans le segment des fourgonnettes full-size depuis 1980,, la gamme de modèles, sur un châssis introduit pour l'année modèle 1975, avait peu changé depuis 1992. Au moment de sa mise à jour de 2008, 95% des ventes étaient réalisées auprès d'utilisateurs commerciaux ou des flottes, avec près de la moitié de la production représentée par des fourgons pour cargaison.
À partir de 2015, l'E-Series est entièrement restée en production pour la vente commerciale, tous les exemplaires étant produits en tant que véhicules incomplets. La gamme de modèles est actuellement proposée en deux configurations : cabine tronquée (cabine ouverte, à équiper d'une carrosserie arrière par le marché secondaire) et châssis dénudé (sans carrosserie, à équiper d'une carrosserie complète par le marché secondaire). Avant 2019, la l'E-Series était également proposé dans une configuration châssis-cabine.
Vendu en dehors de l'Amérique du Nord depuis 1965, le Transit a été introduit aux États-Unis et au Canada, offrant une économie de carburant accrue et des configurations de carrosserie supplémentaires par rapport au E-Series. Assemblés aux États-Unis, deux des quatre générations du Transit ont été co-développées par Ford Amérique du Nord.
À la suite de l'arrêt des E-Series fourgonnettes pour passagers, le groupe motopropulseur a subi une révision, le V10 de 6,8 L devenant le seul moteur pour 2016; un V8 de 6,2 L a été proposé en option pour 2017.

#### Révision de 2021
Pour l'année modèle 2021, Ford a présenté un E-Series avec un nouveau design intérieur provenant du Ford Super Duty. Le groupe d'instrumentations de base comprenait désormais un écran de productivité monochromatique de 3,5 pouces (3,5"), avec un groupe de transistors à couche mince (TCM) de sept pouces (7") reconfigurables étant introduit en option. La seule option de système audio disponible d'usine est devenue une radio stéréo A/M-F/M mono-din avec Bluetooth pour les appels mains libres et diffusion audio stéréo sans fil via A2DP, et une entrée USB, avec deux haut-parleurs montés sur la porte avant. Les carillons d'avertissement de l'entreprise Ford étaient désormais inclus dans l'E-Series, et le volant comportait un nouveau design provenant du Ford Super Duty avec des commandes plus pratiques. La nouvelle conception du tableau de bord permet l'ajout de nouveaux équipements de sécurité qui n'étaient pas disponibles auparavant dans l'E-Series, y compris le régulateur de vitesse adaptatif, un système anticollision avant, un système d'avertissement de sortie de la voie, phares avant automatiques et freinage automatique, (ces fonctionnalités sont en option sur l'E-Series de 2021).
Tous les modèles de Ford E-Series de 2021 sont dotés du même moteur essence V8 Godzilla à aspiration naturelle de Ford de 7,3 L que le Ford Super Duty de 2021 qui remplace l'ancien moteur V10 Modular de Ford de 6,8 L (connu sous le nom de «Triton» dans la gamme des pick-ups de Ford). La même transmission automatique à six vitesses qui était utilisée avec le moteur V10 de 6,8 L est également associée au nouveau moteur de 7,3 L. Le design extérieur du E-Series de 2021 change peu par rapport à son prédécesseur de 2020.

## Remplacement

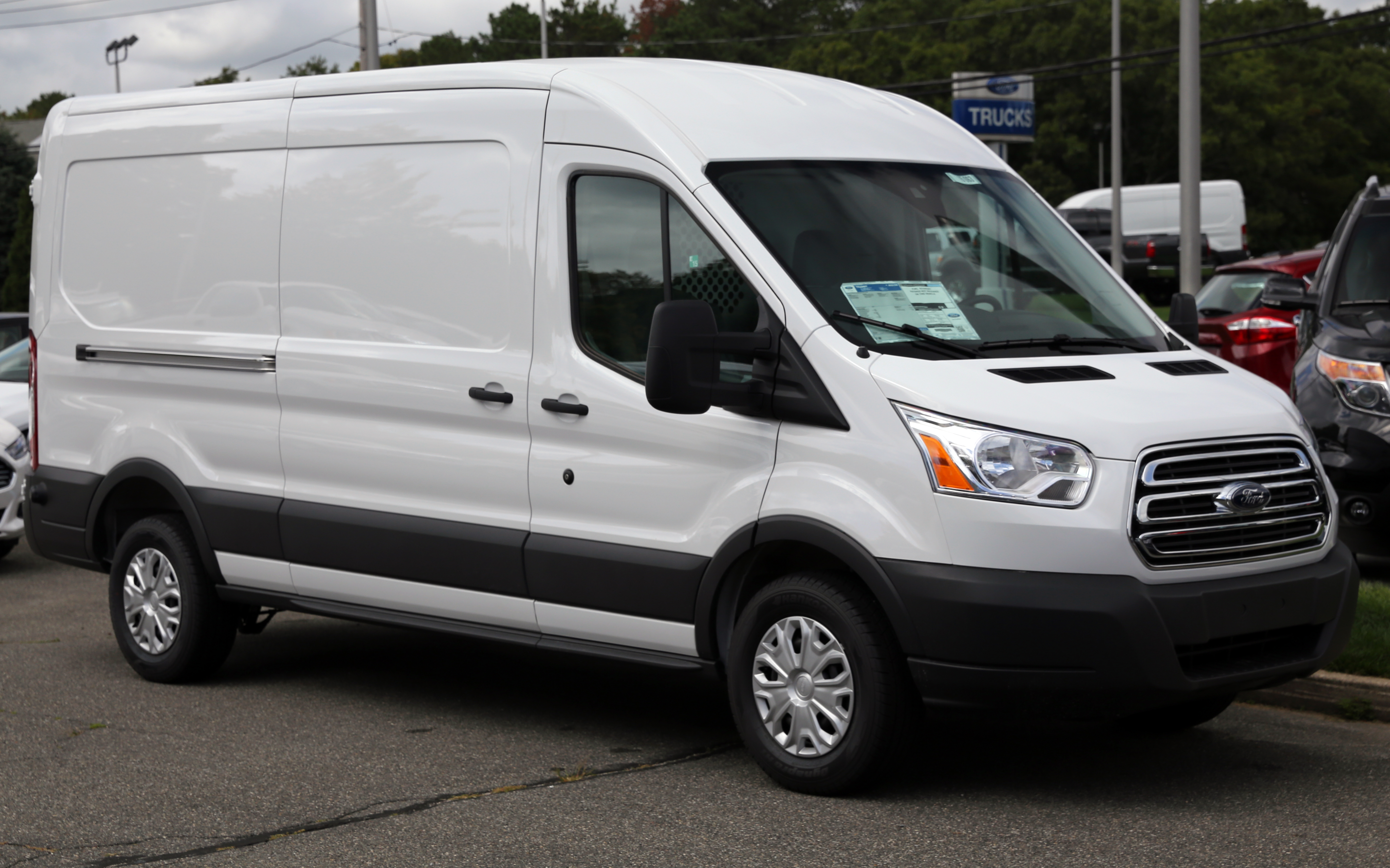
Ford Transit, le remplaçant du E en Amérique du Nord et au Canada

Après 22 ans de production dans sa génération actuelle et 53 sur la même plate-forme, la production de la série Econoline/E sera cessée et remplacée par le Ford Transit produit par Kansas City Assembly à Claycomo (Missouri). Ford continuera la production de l'E-série pour des utilisateurs commerciaux pendant l'année modèle 2015 et probablement "jusqu'à la fin de la décennie". Dès lors, la série E ne sera disponible que pour les châssis d'autobus scolaires, navettes, camping-cars, camions etc. Avec des gains significatifs dans la charge utile, l'espace intérieur, la flexibilité et l'économie de carburant, la décision de remplacer l'E-série par le Transit fait partie du mouvement de Ford pour consolider ses gammes de produits à l'échelle mondiale, comme il l'a fait avec la Fiesta, le C-Max-Focus, la Fusion, la Mondeo et l'Évasion.

## Fabrication et vente
| Année modèle | Fabrication américaine |
| ------------ | ---------------------- |
| 1961         | 61,135                 |
| 1962         | 76,938                 |
| 1963         | 88,053                 |
| 1964         | 83,079                 |
| 1965         | 76,867                 |
| 1966         | 84,180                 |
| 1967         | 81,752                 |

| Année civile        | Ventes aux États-Unis |
| ------------------- | --------------------- |
| 1997                | 186,690               |
| 1998                | 206,026               |
| 1999                | 202,024               |
| 2000                | 187,027               |
| 2001                | 159,565               |
| 2002                | 165,085               |
| 2003                | 161,721               |
| 2004                | 171,017               |
| 2005                | 179,543               |
| 2006                | 180,457               |
| 2007                | 168,722               |
| 2008                | 124,596               |
| 2009                | 85,735                |
| 2010                | 108,258               |
| 2011                | 116,874               |
| 2012                | 122,423               |
| 2013                | 125,356               |
| 2014                | 103,263               |
| 2015                | 50,788                |
| 2016                | 54,245                |
| 2017                | 53,304                |
| 2018                | 47,936                |
| 2019                | 45,063                |
| Ventes de 1997-2019 | 3,005,718             |

## Divers
- Dans le film Inception (2010, Christopher Nolan), le personnage joué par Dileep Rao conduit une fourgonnette Ford E-350.